# Болчарівське сільське поселення
Болчарі́вське сільське поселення (рос. Болчаровское сельское поселение) — сільське поселення у складі Кондінського району Ханти-Мансійського автономного округу Тюменської області Росії.
Адміністративний центр — село Болчари.
Населення сільського поселення становить 1987 осіб (2017; 2266 у 2010, 2607 у 2002).
Станом на 2002 рік існували Алтайська сільська рада (село Алтай, присілок Кама) та Болчарівська сільська рада (село Болчари).

## Склад
До складу сільського поселення входять:
| Населений пункт | Населення, осіб (2002) | Населення, осіб (2010) |
| --------------- | ---------------------- | ---------------------- |
| Алтай, село     | 351                    | 310                    |
| Болчари, село   | 1962                   | 1706                   |
| Кама, присілок  | 294                    | 250                    |